# An der schwarzen Brücke
Das Naturschutzgebiet An der schwarzen Brücke liegt auf dem Gebiet der Stadt Grevenbroich im Rhein-Kreis Neuss in Nordrhein-Westfalen. Das Gebiet grenzt östlich an den  Stadtteil Kapellen, der im Nordosten von Grevenbroich liegt. Das Gebiet umfasst zwei Altarme der Erft, die das Gebiet ihrerseits auf der Westseite begrenzt.

## Beschreibung
Das etwa 8 ha große Gebiet wurde im Jahr 1989 unter der Schlüsselnummer NE-011 unter Naturschutz gestellt.
Das Fachinformationssystem des Landesamtes für Natur, Umwelt und Verbraucherschutz in NRW beschreibt das Gebiet wie folgt:

„Die etwa 1,5 - 2 km breite Aue der Erft wird im Raum Grevenbroich, soweit sie unbesiedelt geblieben ist, vorwiegend von Pappelforsten eingenommen, daneben auch Weidegrünland und einige Äcker. Der Wasserstand der durch Kraftwerke aufgeheizten Erft wird durch den Braunkohlebergbau künstlich reguliert. Der Fluss ist weitgehend begradigt. Bei Grevenbroich-Kapellen fallen zwei Erft-Altarme auf, die von Hybridpappelforsten und Fettweiden umgeben sind. Der nördliche Teil des nördlichen Altames ist zeitweilig ausgetrocknet, an mehreren Stellen finden sich Schilfröhrichtarten, an den Rändern stehen z. T. stelzwurzelige, mehrstämmige Erlen, begleitet von Weißdorn und Holunder. Der südliche, randlich beweidete Altarm weist örtlich eine Unterwasser- und Schwimmblattvegetation auf. Der Pappelbestand zwischen beiden Altarmen wurde gefällt, die gegatterte Verjüngungsfläche mit Laubhölzer aufgeforstet.“

Die Kartierung des Gebietes ergab, dass hier Erdkröte (Bufo bufo), Grasfrosch (Rana temporaria), Teichfrosch (Rana kl. esculenta) und Teichmolch (Triturus vulgaris) heimisch sind. An bemerkenswerten Pflanzenarten, die zum Teil laut Roter Liste gefährdet sind, seien hervorgehoben: Gelbe Teichrose (Nuphar lutea) (RL Niederrh. Bucht 3), Wasserstern (unbestimmt) (Callitriche spec.) (RL NRW 3) und Ähren-Tausendblatt (Myriophyllum spicatum).

## Schutzziel
Schutzziel ist der Erhalt und Optimierung zweier Erftaltarme mit angrenzenden Wald- und Wiesenflächen als wertvolle Lebensräume und schutzwürdige Relikte natürlicher Gewässerlandschaften.